# Jeanne-Charlotte Schroeder
Pour les articles homonymes, voir Saint-Aubin.
Jeanne-Charlotte Schroeder (ou Schreuder), également connue sous le nom de Madame Saint-Aubin ou encore Madame Belmont, née le 9 décembre 1764 à Paris, où elle est morte le 11 septembre 1850, est une chanteuse d'opéra française qui a chanté les principaux rôles de soprano à la Comédie-Italienne et à l'Opéra-Comique. Elle créa plus de deux cents rôles, en vingt-deux ans qu'elle joua à Favart et à Feydeau. Elle a laissé son nom  à l'emploi des ingénues à l'Opéra-Comique ("rôles à corset").

## Biographie
Charlotte Schroeder est la fille de Frédéric Schroeder, en néerlandais : Frederik Schreuder, militaire hollandais, puis comédien, régisseur et directeur de théâtre, et d'Antoinette Malter, née à Lyon en 1727. Elle est la sœur de quatre artistes, l'ainée Louise-Frédérique ou Caroline (vers 1747-48 et morte en 1780), danseuse et comédienne connue sous le nom Mlle Frédéric puis de Mme Moulinghen, sociétaire de la Comédie-Italienne en 1769 ; Françoise-Jacqueline (La Haye, 26 octobre 1750 - ?), dite Mlle Frédéric cadette, danseuse et chanteuse à la Comédie-Italienne ; Frédéric-Pierre (Amsterdam, 7 octobre 1758 - Paris, 1843), premier danseur à la Comédie-Italienne en 1779 et à l'Opéra en 1781 ; et Mme Lambert qui fait ses débuts à la Comédie Italienne en 1781.
Charlotte Schroeder a à peine huit ou neuf ans lorsqu'elle joue, sous le nom de Mlle Frédéric, devant Louis XV, le rôle de la fée Ninette dans Acajou de Favart. À onze ans, la jeune Charlotte fait déjà partie de la troupe de la Montansier. Elle commence à jouer en public dans diverses villes en province, Versailles, Caen, Tours ou Angers. 
En 1778, elle va, à Bordeaux, où toujours sous le nom de Mlle Frédéric, elle commence à obtenir du succès, tant dans l'emploi des amoureuses de la comédie que dans les paysannes ingénues d'opéra-comique qu'on appelle « rôles à corset » et dans les travestis. 
Engagée au Grand Théâtre de Lyon, après trois années à Bordeaux, elle épouse, le 25 novembre 1782, l'un de ses camarades du théâtre, le ténor Augustin-Alexandre d'Herbez, dit Saint-Aubin,, avec qui elle est engagée à l'Opéra de Paris, après s'être montrée, le 26 janvier 1786, dans le rôle de Colinette de La Double Épreuve ou Colinette à la cour, opéra de Grétry. Elle joue ce rôle trois fois, mais elle se montre fort désireuse de quitter l'Opéra pour la Comédie-Italienne. 
Malgré le refus du comité de l'Opéra, Madame Saint-Aubin reçoit l'ordre du ministre, le Maréchal de Richelieu, le 20 mai 1786, de débuter à la Comédie-Italienne. Elle débute le 24 juin 1786 , dans les rôles de Marine, de La Colonie, et de Denise de L'Épreuve villageoise. Elle joue coup sur coup toute une série d'autres rôles : Babet de Blaise et Babet, Colombine du Tableau parlant, Isabelle d'Isabelle et Gertrude, Chloé du Jugement de Midas, Lindor de L'Amoureux de quinze ans, Babet du Droit du seigneur, Agathe de L'Ami de la maison, Annette d'Annette et Lubin, Jacinthe de L'Amant jaloux.
Madame Saint-Aubin est reçue sociétaire à quart de part en 1788 et obtient part entière en 1792. Elle occupe les emplois d'amoureuses (Adolphe et Clara, Le Prisonnier de Della Maria), de soubrettes (Ma tante Aurore, L'Amant jaloux), de grandes coquettes (La Fausse Duègne), de premiers rôles (Mélidore et Phrosine, Lodoïska), et jusqu'aux travestis (Les Deux Petits Savoyards, Jean et Geneviève).
Elle fait partie du comité des cinq administrateurs de l'Opéra-Comique. En 1797, pendant la longue fermeture de l'Opéra-Comique, Mme Saint-Aubin va donner des représentations à Lyon et Marseille, avec son mari, Jean-Pierre Solié et Simon Chenard.
La faillite du théâtre Favart, en 1800, lui fait perdre ses économies. Fin 1800, elle s'éloigne du théâtre Favart, pour aller donner quelques représentations en province. L'année suivante, lors de la réunion des deux troupes d'opéra-comique, elle conserve le rang de sociétaire mais du fait de son état de sa santé demande à ne s'engager que pour deux ans, à l'expiration desquels elle pourrait obtenir, avec sa pension de retraite, la remise de ses fonds sociaux. Une grave maladie l'éloigne de la scène pendant plusieurs mois. Elle ne peut s'y représenter que dans les premiers jours de juin 1802.
Elle se retire de la scène le 1er avril 1808, elle partage le produit de sa représentation de retraite avec la veuve de Dozainville. Elle parait une fois encore sur la scène, le 7 novembre 1818, dans Une heure de mariage, pour la représentation au bénéfice de Saint-Aubin. Elle se retire à Nogent-sur-Marne et meurt à Paris dans une maison de retraite.

## Création
À l'Opéra-Comique
- 1787 :

La Suite du comte d'Albert
Toinette et Louis
Le Poète supposé
- 1788 :

Le Rival confident
Les Solitaires de Normandie
Césarine et Victor
- 1789 :

La Vieillesse d'Annette et Lubin
La Fausse Paysanne
Les Deux Petits Savoyards
Raoul sire de Créqui
Encore des Savoyards
- 1790 :

La Soirée orageuse
Les Rigueurs du cloître, rôle de Lucile.
Pierre le Grand (en), rôle de Caroline.
Euphrosine et Coradin
- 1794 :

Mélidore et Phrosine
Andros et Almona de Lemière de Corvey
- 1795 :

Adèle et Dorsan
- 1796 :

Ambroise ou Voilà ma journée, comédie en 1 acte de Monvel.
Azéline de Rigel
Le Jockey et la Femme de 45 ans de Solié
Marianne de Dalayrac
- 1797 :

Lisbeth, drame lyrique en 3 actes de Grétry, rôle-titre, 10 janvier.
Le Jeune Henri (en), de Méhul
La Maison isolée ou le Vieillard des Vosges, de Dalayrac.
- 1798 :

La Dot de Suzette, opéra de Boieldieu, livret de Fievée, 5 septembre,.
- 1799 :

Elisca ou l'Amour maternel de Grétry, 1er janvier.
Le Rêve, de Gresnick
Adolphe et Clara, de Daleyrac, avec Elleviou, 10 février.
Le Chapitre second, de Solié, rôle de Céleste.
Fanny Morna ou l'Écossaise, de Persuis, avec Madame Dugazon
Laure ou l'Actrice chez elle, en un acte, de Marsollier et Daleyrac, 27 septembre
La Dame voilée, de Mengozzi, rôle de Léonore.
- 1800 :

D’auberge en auberge, ou les Préventions de Tarchi, 26 avril
Zoé, ou la Pauvre Petite de Plantade, 3 juillet
- 1802 :

La Fausse Duègne, de Délia Maria
Astolphe et Alba, de Tarchi
Michel-Ange, de Nicolò Isouard, 11 décembre.
- 1803,

Zélie et Terville, de Blangini
Ma tante Aurore, de Boieldieu
Les Confidences, de Nicolò Isouard, 31 mars.
Aline, reine de Golconde, de Berlon .
Le Baiser et la Quittance (en).
- 1804 :

Une heure de mariage, de Daleyrac, 20 mars.
Un quart d'heure de silence, de Pierre Gaveaux, rôle d'Alexandrine
- 1805 :

La Ruse inutile, de Nicolò Isouard, 31 mars.
- 1806 :

Les Deux Aveugles de Tolède, de Méhul.
- 1807 :

François Ier ou la Fête mystérieuse, comédie lyrique de Sewrin, Chazet et Kreutzer, rôle de Suzanne de Vivonne.

## Descendance
Les quatre enfants du couple sont également musiciens, Jean-Denis d'Herbez Saint-Aubin (1783 - vers 1810), violoniste et compositeur ; Louis-Philibert Saint-Aubin (1784-1846), professeur au conservatoire de Paris ; Cécile Duret-Saint-Aubin (1785-1862) et Alexandrine Saint-Aubin (1793-1867), toutes deux chanteuses d'opéra. Leur dernière fille, Frédérique, se marie avec Eugène de Planard, et leur petite-fille Eugénie (1818-1874) épouse l'auteur dramatique et librettiste Adolphe de Leuven (1802-1884,).